# Leo A
Leo A (también conocida como Leo III) es una galaxia irregular en la constelación de Leo que forma parte del Grupo Local.
Leo A se encuentra a 2,25 millones de años luz de la Tierra y tiene una masa estimada de (8.0 ± 2.7) × 107 masas solares. Fue descubierta por Fritz Zwicky en 1942.